# Bartram’s Garden
Bartram’s Garden in Philadelphia ist der älteste noch bestehende Botanische Garten in Nordamerika. Zur Anlage gehört ein acht Hektar großes Arboretum sowie John Bartram House, in dem der gleichnamige Begründer lebte. Das vollständig erhaltene Haus ist ein National Historic Landmark.

## Geschichte
Bartram’s Garden wurde ab 1728 von dem Quäker John Bartram angelegt. Er war Botaniker und mit Benjamin Franklin Mitbegründer der American Philosophical Society. John Bartram lebte in dritter Generation in den Dreizehn Kolonien und kaufte das 102 Acres große, am Schuylkill River gelegene Grundstück schwedischen Siedlern ab. Er legte einen Garten mit einer vielfältigen Auswahl einheimischer Flora an und erbaute das bis heute im Originalzustand erhaltene John Bartram House. Dieses erhielt bis 1770 eine Küche und eine neue Frontfassade. Das 1760 erbaute Gewächshaus ist wie Haus und Garten erhalten. Geschäftslisten aus London weisen ab den 1750er Jahren einen internationalen Handel mit Pflanzen aus Bartram’s Garden nach. Thomas Jefferson und George Washington schätzten diesen Ort als Erholungsstätte.
Drei Generationen der Bartrams, darunter der als Botaniker und Autor zu Bekanntheit gelangte William Bartram, führten den Botanischen Garten über 125 Jahre fort. Unter Ann Bartram Carr, einer Nichte William Bartrams, wurde Bartram’s Garden vergrößert und hatte auf dem Höhepunkt zehn Gewächshäuser sowie 1400 verschiedene einheimische und 1000 fremdländische Pflanzensorten. 1850 musste das Anwesen aus finanziellen Gründen an Andrew Eastwick verkauft werden.
Eastwick, ein vermögender Eisenbahnindustrieller, erhielt den Botanischen Garten als Privatbesitz. Nach seinem Tod im Jahr 1879 wurde Bartram’s Garden durch die sich ausbreitende Stadt und die Industrialisierung gefährdet. 1891 konnte die Stadt Philadelphia, wesentlich unterstützt durch Spendenkampagnen von Thomas Meehan und Charles Sargent, Grundstück und Haus erwerben. 1893 wurde von den Nachfahren John Bartrams eine Gesellschaft zu Pflege und Erhalt von Bartram’s Garden gegründet, die John Bartram Association. Diese sorgt bis heute für Pflege und Bewirtschaftung von Bartram’s Garden.
Seit dem 9. Oktober 1960 ist John Bartram House ein National Historic Landmark. Am 15. Oktober 1966 wurde es in das National Register of Historic Places aufgenommen.